# Itauçu
Itauçu är en kommun i Brasilien.   Den ligger i delstaten Goiás, i den centrala delen av landet, 180 km väster om huvudstaden Brasília. Antalet invånare är 8 549.
Omgivningarna runt Itauçu är huvudsakligen savann. Runt Itauçu är det ganska tätbefolkat, med 75 invånare per kvadratkilometer.